# El sastre de la mafia
The Outfit (presentada en España como El sastre de la mafia) es una película de suspenso y drama criminal psicológico estadounidense de 2022 dirigida por Graham Moore en su estreno como director sobre un guion escrito por Moore y Johnathan McClain. La película está protagonizada por Mark Rylance, que encabeza un reparto que incluye a Zoey Deutch, Johnny Flynn, Dylan O'Brien, Nikki Amuka-Bird y Simon Russell Beale. Rylance interpreta a un cortador inglés que trabaja en una sastrería en Chicago, cuyos clientes principales son una familia de gánsteres viciosos. La película fue estrenada durante el 72.º Festival Internacional de Cine de Berlín celebrado el 14 de febrero de 2022, y se estrenó en los Estados Unidos el 18 de marzo de 2022 por Focus Features, con críticas positivas.

## Argumento
Chicago, 1956. Leonard Burling es un cortador inglés al frente de una sastrería personalizada en un barrio controlado por el jefe de la mafia irlandesa Roy Boyle. Su hijo, y segundo al mando de Roy, Richie, junto con su principal ejecutor, Francis, usan la tienda de Leonard como escondite para recaudar dinero sucio. El dueño, Leonard, permite este arreglo ya que, desde su llegada al barrio, los Boyle y sus hombres han sido sus mejores clientes. Al mismo tiempo, Leonard también comparte una relación complicada con la recepcionista de la tienda Mable que trata de mantener una relación discreta con Richie. Mable, sin ningún interés en el comercio de Leonard y en la propiedad de la tienda, busca la forma de marcharse de Chicago y viajar por el mundo.

## Reparto
- Mark Rylance como Leonard Burling
- Johnny Flynn como Francis
- Zoey Deutch como Mable Shaun
- Dylan O'Brien como Richie Boyle
- Simon Russel Beale como Roy Boyle
- Nikki Amuka-Bird como Violet LaFontaine
- Alan Mehdizadeh como Monk

## Producción

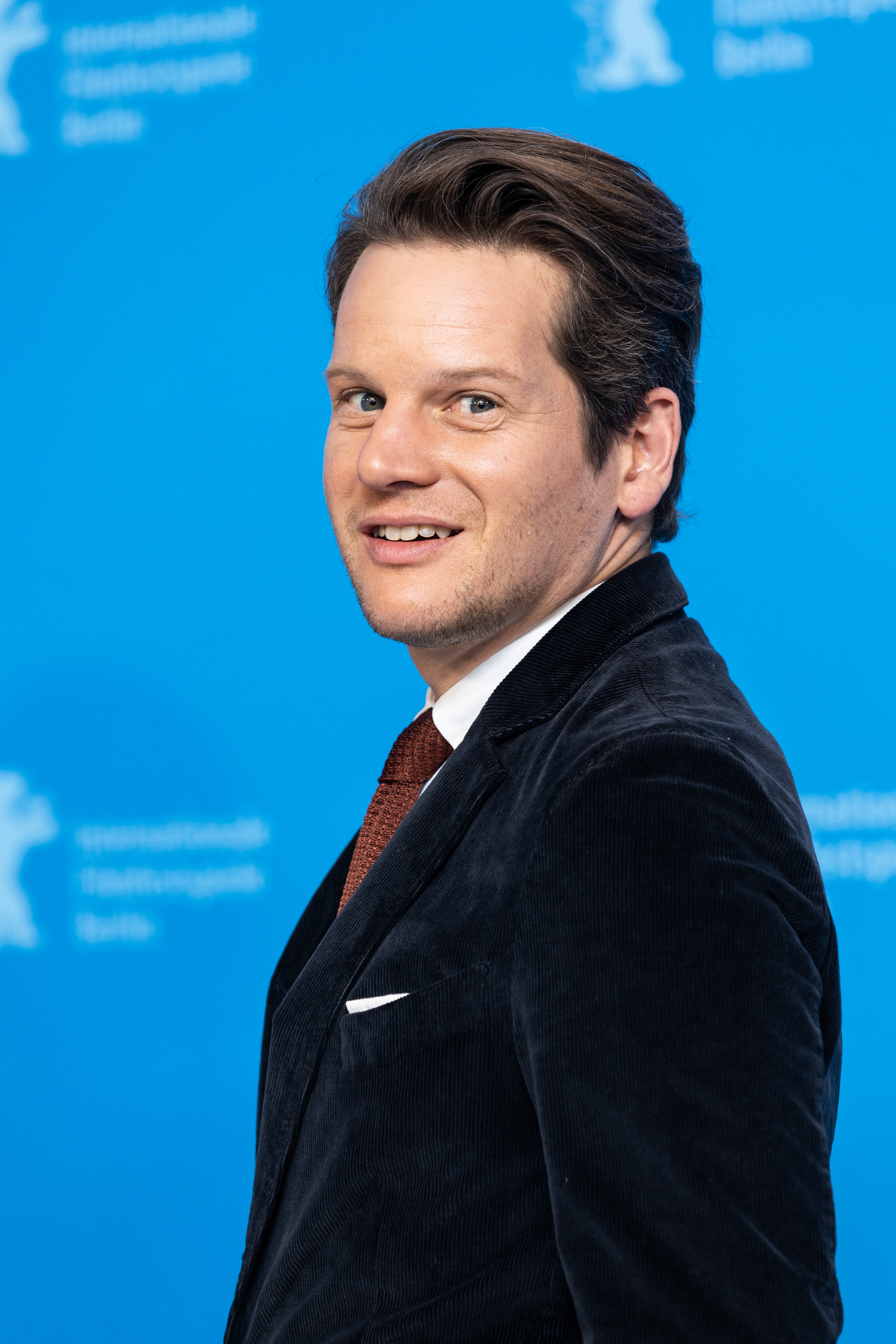
El director Graham Moore en el estreno de la película en Berlín.

Este film representa el debut cinematográfico de Graham Moore como director. Fue escrito por el propio Moore junto a Johnathan McClain y ha sido producido por FilmNation Entertainment. En enero de 2021, se anunció la película. En febrero, Focus Features obtuvo los derechos de distribución y Mark Rylance, Zoey Deutch, Dylan O'Brien y Johnny Flynn se unieron al reparto. En abril, se agregaron al elenco Simon Russell Beale y Nikki Amuka-Bird . El rodaje comenzó el 5 de marzo de 2021 en Londres, Inglaterra, con el director de fotografía Dick Pope. El rodaje terminó a principios de abril. Durante la postproducción, William Goldenberg completó la edición y Alexandre Desplat compuso la partitura musical.

## Estreno
La película se estrenó en el Festival Internacional de Cine de Berlín de 2022 el 14 de febrero de 2022. Se estrenó en cines en los Estados Unidos el 18 de marzo de 2022, tras posponerse  la fecha prevista inicialmente para el 25 de febrero. La película fue lanzada en streaming el 8 de abril de 2022 por Peacock,  y en Blu-ray y DVD el 3 de mayo de 2022 por Universal Pictures Home Entertainment. 

## Recepción

### Taquilla
En los Estados Unidos y Canadá, la película se estrenó junto con Jujutsu Kaisen 0, Umma y X, y se proyectó que recaudaría entre $ 750.000 y $ 2,5 millones en 1 324 salas de cine en su primer fin de semana. La película obtuvo $1,5 millones en su primer fin de semana y terminó octava. La película salió de la lista de diez primeros en taquilla durante su segundo fin de semana, terminando duodécimo con $ 568.180.

### Respuesta de la crítica

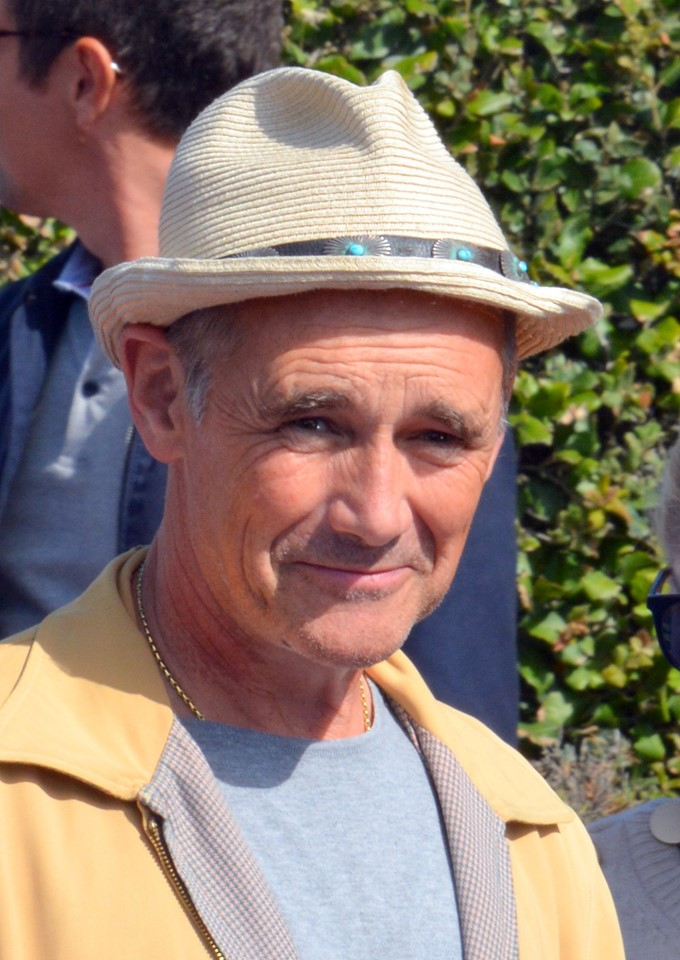
Mark Rylance recibió elogios por su actuación.

En el sitio web del agregador de reseñas Rotten Tomatoes, el 85% de las 164 reseñas de los críticos son positivas, con una calificación promedio de 7.4/10. El consenso del sitio web dice: «The Outfit no es llamativo, pero una historia sólida y la actuación muy personalizada de Mark Rylance hacen que este ajuste sea cómodo para los fanáticos de los thrillers de la vieja escuela». Metacritic, que utiliza un promedio ponderado, asignó a la película una puntuación de 69 sobre 100, basada en 39 críticos, lo que indica «críticas generalmente favorables». El público encuestado por PostTrak le dio a la película una puntuación positiva del 74%, y el 55% dijo que definitivamente la recomendaría.
Las actuaciones del reparto, especialmente las de Rylance, fueron bien recibidas. La crítica otorgó notas positivas al diseño de vestuario y producción, cinematografía, partitura y guion de Moore. Pete Hammond, en Deadline Hollywood, dijo que Moore había «elaborado una película de gánsteres culta y emocionante que aporta un toque fresco a un género gastado».